# Hugoton
Hugoton ist eine Kleinstadt im Stevens County des US-Bundesstaates Kansas und dessen Verwaltungssitz. Bei der Volkszählung 2020 hatte sie 3747 Einwohner.

## Geographie
Die Stadt liegt im äußersten Südwesten von Kansas in den High Plains, etwa 360 Kilometer südwestlich von Wichita und ungefähr 630 km südwestlich von Kansas City. Bei der Stadt wurde 1922 das Gasfeld Hugoton entdeckt, das größte Gasfeld der USA, das sich über die Bundesstaaten Kansas, Oklahoma und Texas erstreckt.

## Bildung
Es gibt drei öffentliche Schulen in Hugoton; eine Grundschule (Elementary School), welche bis zum 6. Schuljahr führt, eine Middle School für die Schuljahre 7 und 8, eine High School für die Jahrgangsstufen 9 – 12 sowie „Lernakademie“. Außerdem gibt es eine private christliche Schule für die Jahrgangsstufen 1 – 8.

## Persönlichkeiten
- Billy Drago (1945–2019), Schauspieler

## Nachweise
1. ↑  US Census Bureau: Search Results. Abgerufen am 18. August 2022 (amerikanisches Englisch).
2. ↑  Kansas Geological Survey – The Hugoton Project, abgerufen am 24. Oktober 2018
3. ↑  Hugoton Public Schools, abgerufen am 24. Oktober 2016